# Сенна-Лодіджана
Сенна-Лодіджана (італ. Senna Lodigiana) — муніципалітет в Італії, у регіоні Ломбардія, провінція Лоді.
Сенна-Лодіджана розташована на відстані близько 430 км на північний захід від Рима, 50 км на південний схід від Мілана, 22 км на південь від Лоді.
Населення — 1923 особи (2014).

## Демографія
Населення за роками:

Станом на 1 січня 2023 року в муніципалітеті офіційно проживало 238 іноземців з 25 країн, серед них 51 громадянин країн Євросоюзу та 3 громадяни України.

## Сусідні муніципалітети
- Календаско
- Оріо-Літта
- Оспедалетто-Лодіджано
- Сомалья